# Винокур Володимир Натанович
Володимир Натанович Винокур (нар. 31 березня 1948, Курськ) — радянський і російський гуморист, співак і телеведучий єврейського походження. Заслужений артист РРФСР (1984), Народний артист РРФСР (1989). Почесний громадянин Курська.
Фігурант бази даних сайту "Миротворець". Формулювання - "Покушение на суверенитет и территориальную целостность Украины. Отрицание российской агрессии.Участие в актах гуманитарной агрессии против Украины.".[2]
З 7 січня 2023 року перебуває під санкціями РНБО за антиукраїнську діяльність.

## Життєпис
Народився 31 березня 1948 року в Курську.
У 1963 році Володимир Винокур вступив до Курського монтажного технікуму, який закінчив у 1967 році. Він намагався вступити до ГІТІСу, але не пройшов за конкурсом і був призваний в армію. Службу проходив у ансамблі пісні і танцю Московського військового округу в Москві. Співав у хорі, був солістом, конферансьє, набирався професійного досвіду, а паралельно виконував усі суто військові обов'язки. Разом зі своїми армійськими товаришами у складі молодіжної концертної групи давав концерти у військових госпіталях, як соліст ансамблю виступав у святкових концертах на сцені Кремлівського Палацу з'їздів.
У 1969 році, ще перебуваючи на військовій службі, Винокур знову подав документи до ГІТІСу, і на цей раз він успішно пройшов всі три тури та був зарахований на перший курс.
У 1977 році Винокур стає лауреатом Всеросійського конкурсу артистів естради. Номер «Про старшину Ковальчука», з яким він переміг на конкурсі, написав Леонід Якубович. У 1989 році Винокур створює власний театр пародій, керівником якого є і тепер. У 1997 році театр отримав статус державного.
26 листопада 1991 року був призначений радником віце-президента РРФСР у справах культури.

## Громадянська позиція
В січні 2025 року долучився до ініціативи російського продюсера Ігоря Матвієнка перерахувати кошти на відновлення зруйнованих у ході бойових дій об'єктів культурної спадщини на Курщині.

## Санкції
Володимир Винокур поширював наративи відповідно до кремлівської пропаганди з метою виправдання дій Росії, які підривають та загрожують територіальній цілісності, суверенітету та незалежності України, а також її стабільності та безпеці.
6 січня 2023 року доданий до санкційного списку України.

## Нагороди, звання та премії
Нагороджений орденами «Знак Пошани», Пошани, «За заслуги перед Вітчизною» IV і III ступеня.
У 1984 році Винокур удостоєний звання Заслужений артист РРФСР, а у 1988 році йому присвоюють звання Народний артист Росії.
У 1998 році на честь 50-річчя артиста на Площі Зірок у ГЦКЗ «Росія» була закладена зірка його імені.